# Pratinas
Pratinas (gr. Πρατίνας) (VI/V wiek p.n.e.) – pochodzący z Fliuntu grecki dramaturg, twórca dramatu satyrowego.
Współzawodniczył w agonie tragicznym z Ajschylosem i Chojrilosem w czasie 70 olimpiady (499 p.n.e. - 496 p.n.e.). Napisał 50 sztuk, z czego 32 to dramaty satyrowe, natomiast pozostałe 18 mogły być tragediami. Zachowały się tylko nieliczne fragmenty jego dzieł oraz dwa tytuły – Palaistai (Zapaśnicy), poświadczone jako dramat satyrowy, oraz Dysmainai e Karyatides (Nieszczęsne Menady lub Kariatydy), prawdopodobnie tragedia.